# Ludwig Mitteis
Ludwig Mitteis (født 17. marts 1859 i Laibach, Krain, død 26. december 1921 i Leipzig) var en østrigsk retslærd. Han var far til Heinrich Mitteis.
Mitteis virkede først som praktisk jurist, blev 1885 privatdocent i Wien, 1887 ekstraordinær professor i Prag, 1895 ordentlig professor i Wien, 1899 i Leipzig. Han debuterede som dogmatiker — Die Lehre von der Stellvertretung nach römischem Recht mit Berücksichtigung des österreichischen Rechtes (1885) og Die Individualisirung der Obligation. Civilistische Studie (1886) —, men har navnlig på retshistoriens område brudt vej; hans herhenhørende værker indleder en ny æra i studiet af romerretten og stiller ham ved siden af fortidens største romanister; på papyrusforskningens felter var Mitteis den førende.
Af fremragende betydning er Mitteis’ hovedværk Reichsrecht und Volksrecht in den östlichen Provinzen des römischen Kaiserreichs. Mit Beiträgen zur Kenntniss des griechischen Rechts und der spätrömischen Rechtsentwicklung (1891) og Römisches Privatrecht bis auf die Zeit Diokletians. Erster Band: Grundbegriffe und Lehre von den Juristischen Personen (1908, Bindings "Handbuch"), hvortil foruden en mængde fortrinlige afhandlinger i "Zeitschrift der Savigny-Stiftung fur Rechtsgeschichte", af hvis romanistiske Afdeling Mitteis. var hovedredaktør, Grünhuts tidsskrift, Jherings "Jahrbücher", af hvilke han var medudgiver, "Deutsche Juristen-Zeitung" og andre, sluttede sig en række større og mindre Skrifter.
Nævnes kan Erinnerung an Adolph Exner (1894), Zur Geschichte der Erbpacht im Altertum (1901), Zwei Fragen aus dem bürgerlichen Recht (1905), Über die neue Handschriften des syrisch-römischen Rechtsbuchs (1905), Der Entwurf einer Novelle zum allgemeinen bürgerlichen Gesetzbuch (1908), Emil Strohal 1844—1914 (1914), Aus römischem und bürgerlichem Recht (1917) og Antike Rechtsgeschichte und romanistisches Rechtsstudium (1917), alle udmærkede ved sjælden selvstændighed, skarpsind og tankedybde og vidnende om en ualmindelig juridisk og historisk viden samt filologisk nøjagtighed.
Af Mitteis grundlæggende arbejder på papyrusforskningens område skal, foruden afhandlinger i "Hermes" og andre, fremhæves foredraget Aus den griechischen Papyrusurkunden (1900), Griechische Urkunden der Papyrussammlungen zu Leipzig. I. Mit Beiträgen von Ulrich Wilcken (1906) og hans og Ulrich Wilckens Grundzüge und Chrestomathie der Papyrusurkunde (I—II 1912). Som ivrig interpolationsforsker organiserede Mitteis en interpolationssamling i Leipzig. Under medvirkning af E.I. Bekker udgav Mitteis sammen med J.A.A. Partsch og Ernst Rabel Romanistische Beiträge zur Rechtsgeschichte (1. og 3. hefte 1916 og 1919).